# 定年ゴジラ
『定年ゴジラ』（ていねんゴジラ）は、重松清の長編小説。『小説現代』（講談社）に1997年7月号より連載された。重松にとって初の連載小説であった。1998年3月に同社より単行本で出版、2001年2月に、続編となる『帰ってきた定年ゴジラ』を追加収録し、講談社文庫より再出版。
第119回直木賞にノミネートされたが、受賞は逃している。
2001年にはテレビドラマ化された。

## 概要
大手銀行に42年間勤め定年を迎えた主人公の山崎さんの、定年してからの日々と仲間たちとの交流、そして家庭の中で自分の「居場所」を見つけるまでの苦悩を描く。
題名は、「定年」を自分の中でどう受け入れるか、戸惑い、悩む定年仲間たちが開発当初の団地の模型を踏み潰すシーンから名づけられた。

## 収録作品
- 定年ゴジラ
- ふうまん
- きのうのジョー
- 夢は今もめぐりて
- 憂々自適
- くぬぎ台ツアー
- 家族写真
- 帰ってきた定年ゴジラ （講談社文庫版より追加収録）

## 書誌情報
- 単行本 ISBN 978-4062088145
- 講談社文庫版 ISBN 978-4062731096

## テレビドラマ
2001年(2月24日、3月2日、9日)、NHK BS2にてテレビドラマ化された。脚本は田渕久美子。第38回ギャラクシー選奨受賞作品。
同年5月12日～5月26日に地上波でも放映された。

### キャスト
- 長塚京三
- いしだあゆみ
- 辺見えみり
- 上田耕一
- 藤村俊二
- 中村嘉奈子
- 黒田福美
- 秋野太作
- 花王おさむ
- 野村真美
- 吹越満
- 外山文孝
- 小瀬川理太
- 桜井ゆう子
- 細井拓哉
- 木村庄之助
- 小澤寛
- 広瀬五朗
- 鳥居美江
- 柳沢三枝
- 鈴木道雄
- 牧野徹也
- 本多誠
- 松川佳澄
- 黒田雅晴
- 村瀬雄介
- 草香直子
- 津崎美里
- 井池泰紀
- 神谷孝宏
- 天嶺正喜
- 一色秀貴

## 舞台
劇団文学座により舞台化された。紀伊國屋サザンシアターにて2009年11月5日から上演。脚本は杉浦久幸。

### キャスト
- 加藤武
- 坂口芳貞
- 川辺久造
- 坂部文昭
- 関輝雄
- 吉野由樹子
- 名越志保

ほか

## コミカライズ
三山節子によるコミカライズが、2001年4月10日に秋田文庫（秋田書店）から発売された。